# Vána
Vána, también llamada la Siempre Joven, es un personaje ficticio perteneciente al legendarium del escritor británico J. R. R. Tolkien, que aparece en su libro El Silmarillion. Es una de las Valier, esposa de Oromë el Cazador, y hermana menor de Yavanna. Tolkien concibió a Vána como el personaje más perfectamente bello en forma y naturaleza de su legendarium, sagrada, pero no augusta o sublime, en representación de la perfección natural de las cosas vivas.

## Nombres
Vána significa en quenya «Belleza». En élfico primitivo su nombre era Banā; en sindarin antiguo, Bana; y en sindarin moderno Gwann. La palabra quenya Vána está relacionada con otras como vanya o vanima, que significan «bella».

## Historia
Tolkien escribió de ella «que por donde pasa las flores brotan y se abren cuando las mira, y todos los pájaros cantan cuando está cerca». Vive en jardines llenos de flores doradas y va a menudo a los bosques de su esposo Oromë.
Se cree que Arien fue una maia de Vána antes de convertirse en la conductora de la barca de Anar.